# انجلیک پریتی
انجلیک پریتی (به انگلیسی: Angelic Pretty) (که پیش‌تر از سال ۱۹۷۹–۲۰۰۱ با نام پریتی شناخته می‌شد) برند لباس ژاپنی است که بیشتر در مد لولیتا تخصص دارد. این برند با نام پریتی در سال ۱۹۷۹ توسط هیروکو هوندا و اولین مغازه‌اش در لافوره واقع در منطقهٔ هاراجوکو، توکیو، ژاپن تأسیس شد و در آن زمان لباس‌ها توسط طراحان آماتور ساخته می‌شدند. سپس در سال ۲۰۰۱ زمانی که هوندا تصمیم گرفت روی لباس‌های اصلی تمرکز کند، نام این برد به انجلیک پریتی تغییر یافت.